# محمد نیاز
محمد نیاز (انگلیسی: Muhammad Niaz) کشتی‌گیر اهل پاکستان است. از افتخارات وی میتوان به کسب مدال طلا در بازی‌های آسیایی ۱۹۶۲ اشاره کرد. 